# Bernarda Bryson Shahn

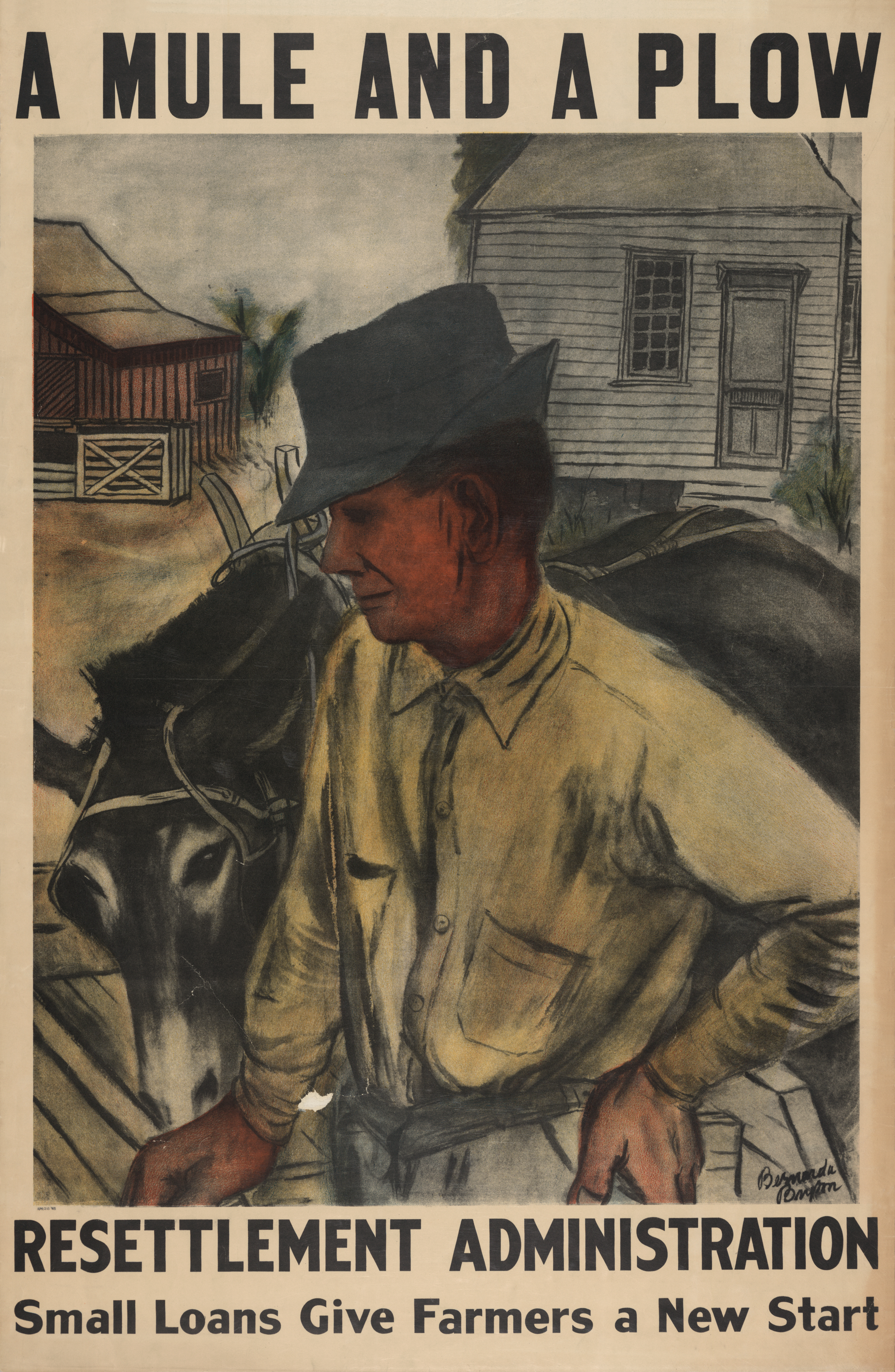
Een poster van de Resettlement Administration ontworpen door Bernarda Bryson Shahn.

Bernarda Bryson Shahn (Athens (Ohio), 9 maart 1903 – Roosevelt (New Jersey), 13 december 2004) was een Amerikaans kunstschilderes en lithografe. Ze schreef en illustreerde ook kinderboeken. 
Bernarda Bryson ontmoette de Litouws-Amerikaanse kunstenaar Ben Shahn, haar latere echtgenoot, in 1932. Zowel Bernarda als Ben werkten voor de Resettlement Administration, een overheidsagentschap tijdens de Grote Depressie. In 1939 maakten ze samen een reeks van dertien muurschilderingen rond het gedicht "I See America Working" van Walt Whitman. Bernarda Shahn bleef haar hele leven actief als kunstenares. Van 1969, toen haar echtgenote overleed, tot in de jaren 90, organiseerde ze ook kunsttentoonstellingen. 
Shahn overleed op 101-jarige leeftijd in haar huis in Roosevelt (New Jersey).
- Biblioteca Nacional de España: XX1416504
- Gemeinsame Normdatei: 188458816
- International Standard Name Identifier: 0000 0000 8126 8164
- Library of Congress Control Number: n50041130
- Bibliotheek van het Japanse parlement: 00434681
- Nationale Bibliotheek van Israël: 987007258993105171
- Nederlandse Thesaurus van Auteursnamen: 261645188
- PIC: 382175
- RKD-Nederlands Instituut voor Kunstgeschiedenis: 246906
- SNAC: w6r22rr2
- Système universitaire de documentation: 082771936
- Trove: 797237
- Union List of Artist Names: 500009175
- Virtual International Authority File: 48007138
- WorldCat: E39PBJqFPtxfHwF63BHtbDvCQq

1. 1 2  https://crystalbridges.emuseum.com/people/1274/bernarda-bryson-shahn; geraadpleegd op: 7 april 2025.
2. ↑  https://www.biblioguides.com/pub/list/1963-caldecott-medal-winners-and-honor-books; geraadpleegd op: 7 april 2025.